# Luis Miguel Margas
Luis Miguel Margas Viera (Santiago, Chile, 12 de diciembre de 2005) es un futbolista chileno que se desempeña como Defensa. Actualmente se encuentra en Santiago Wanderers de la Primera B de Chile.

## Trayectoria

### Santiago Wanderers
firmaria su primer contrato en el año 2024.
Debutaría como profesional el 12 de mayo de 2025 por Copa chile frente a Unión San Felipe.

## Estadísticas
| Club                                        | Div.          | Temporada     | Liga  | Liga  | Copas Nacionales | Copas Nacionales | Torneos Internacionales | Torneos Internacionales | Total(3) | Total(3) |
| Club                                        | Div.          | Temporada     | Part. | Goles | Part.            | Goles            | Part.                   | Goles                   | Part.    | Goles    |
| ------------------------------------------- | ------------- | ------------- | ----- | ----- | ---------------- | ---------------- | ----------------------- | ----------------------- | -------- | -------- |
| Santiago Wanderers · Chile                  | 2.ª           | 2025          | 4     | 0     | 1                | 0                | 0                       | 0                       | 5        | 0        |
| Santiago Wanderers · Chile                  | Total club    | Total club    | 4     | 0     | 1                | 0                | 0                       | 0                       | 5        | 0        |
| Total carrera                               | Total carrera | Total carrera | 4     | 0     | 1                | 0                | 0                       | 0                       | 5        | 0        |
| (3) No incluye goles en partidos amistosos. |               |               |       |       |                  |                  |                         |                         |          |          |

## Vida Personal
Es hijo del exfutbolista Javier Margas, ídolo de Colo Colo y campeón de Libertadores.